# Smicromyrme pulawskii
Smicromyrme pulawskii is een vliesvleugelig insect uit de familie van de mierwespen (Mutillidae). De wetenschappelijke naam van de soort is voor het eerst geldig gepubliceerd in 1975 door Suarez.